# E83 (trasa europejska)

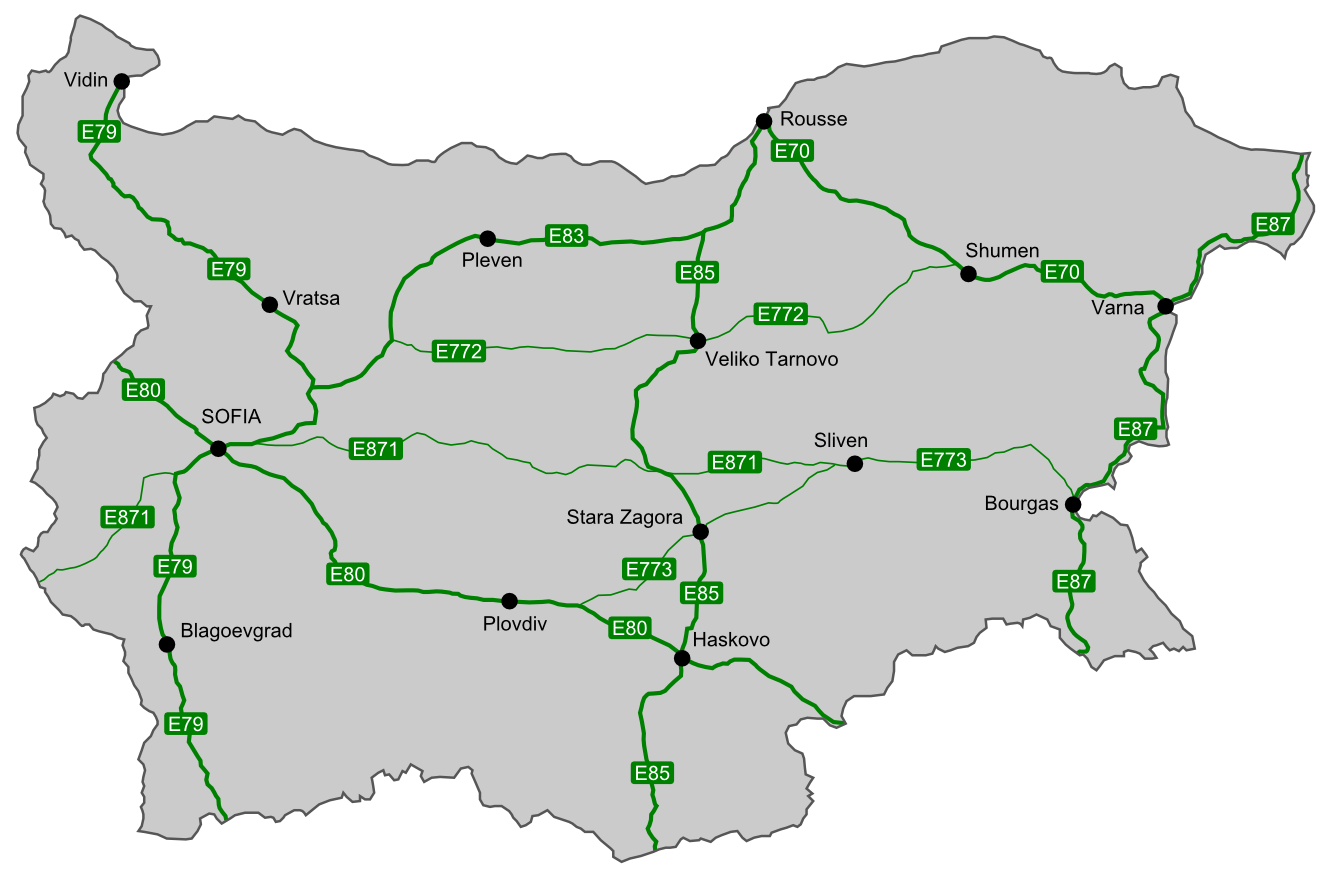
Trasy europejskie w Bułgarii z uwzględnieniem E83

E83 – trasa europejska pośrednia północ – południe, biegnąca przez północną Bułgarię.
E83 zaczyna się 10 km na wschód od miasteczka Bjała, gdzie odbija od trasy europejskiej E85. Biegnie szlakami:
- drogi krajowej nr 6 do Sofii.

W Sofii łączy się z trasami europejskimi E80 i E871.
Na odcinku Jablanica – Sofia E83 biegnie razem z trasą E79.
Dawniej numerem E83 oznaczony był odcinek obecnej trasy europejskiej E261.
Ogólna długość trasy E83 wynosi około 253 km.